# Le Passager de la pluie
Le Passager de la pluie is een Franse film  van René Clément die werd uitgebracht in 1970. 
Het filmscenario is bedacht en geschreven door de auteur Sébastien Japrisot. Le Passager de la pluie deed het uitstekend in 1970: aan de Franse kassa werd de film enkel geklopt door de Louis de Funèskomedie Le Gendarme en balade en de komische oorlogsfilm Le Mur de l'Atlantique

## Samenvatting
Mélancolie Mau is een jonge vrouw die met een piloot van Air France getrouwd is. Ze wonen afgelegen in het zuiden van Frankrijk. Op een avond dat ze alleen thuis is wordt ze door een onbekende overvallen. Ze wordt door haar aanrander verkracht maar ze slaagt erin hem te vermoorden. Ze gooit het lijk in zee. Enkele dagen later verschijnt een geheimzinnige Amerikaan op het toneel. De man heet Harry Dobbs en hij bestookt Mélancolie met vragen, met de bedoeling dat ze de moord bekent. De meeste vragen begrijpt ze niet eens. Dobbs is een doortastende en koppige onderzoeker die van heel wat op de hoogte blijkt te zijn. Hij is op zoek naar de rode zak die de onbekende overvaller bij zich had. Mélancolie blijft halsstarrig de moord ontkennen. Zo komt het tot een ongenadige krachtmeting tussen haar en een niet-aflatende Dobbs die een geheim agent blijkt te zijn.

## Rolverdeling
| Acteur           | Personage               |
| ---------------- | ----------------------- |
| Marlène Jobert   | Mélancolie Mau          |
| Charles Bronson  | Harry Dobbs             |
| Annie Cordy      | Juliette                |
| Jill Ireland     | Nicole                  |
| Ellen Bahl       | Madeleine Legauff       |
| Steve Eckhardt   | Amerikaanse officier    |
| Jean Gaven       | inspecteur Toussaint    |
| Marika Green     | Tania's gastvrouw       |
| Corinne Marchand | Tania                   |
| Marc Mazza       | de vreemdeling McGuffin |